# 朱夏炎
朱夏炎（1959年—），男，汉族，江苏泰兴人，中华人民共和国传媒人物、政治人物，中国共产党党员，第十二届全国人民代表大会河南地区代表。

## 生平
毕业于中欧国际工商学院工商管理专业。曾任河南日报报业集团党委书记、董事长、河南省广播电影电视局党组书记、局长、河南省新闻出版局局长、党组书记、中共河南省委宣传部副部长等职.
2008年起担任全国人大代表。2013年，担任全国人大代表。
2017年5月起任中共河南省委宣传部副部长、河南广播电视台台长、党委书记、河南广电传媒控股集团有限责任公司董事长。
2024年4月16日，因涉嫌严重违纪违法，接受河南省纪委监委纪律审查和监察调查。同年10月10日，被开除党籍，涉嫌犯罪问题移送检察机关。